# Odette Barencey
Odette Barencey est une actrice française, née Manuella Bréant le 20 août 1893 à Paris et morte le 4 mars 1981 à Lyon.

## Biographie
Manuella Bréant est née le 20 août 1893 à Paris 17e.
Odette Barencey a été l'épouse du comédien Marcel Léon Louis-Marie Fitsch dit Marcel Barencey, épousé le 14 novembre 1935 à la mairie du 16e arrondissement de Paris.
Elle meurt le 4 mars 1981 à Lyon.

## Filmographie

### Années 1930
- 1930 : Mon gosse de père de Jean de Limur
- 1930 : Une grave erreur de Joe Francis - moyen métrage -
- 1931 : Les Cinq Gentlemen maudits de Julien Duvivier
- 1931 : Faubourg Montmartre de Raymond Bernard : Mme Elise
- 1931 : Le Rosier de madame Husson de Dominique Bernard-Deschamps : Fernande
- 1932 : Léon... tout court de Joe Francis
- 1933 : La Voix sans visage de Léo Mittler
- 1933 : Jacqueline fait du cinéma de Jacques Deyrmon (court métrage)
- 1933 : Un bout d'essai de Walter Kapps et Émile Georges de Meyst (court métrage)
- 1934 : Étoile filante de Jean-Louis Bouquet - moyen métrage -
- 1934 : Lequel des deux ? de Pierre Lequin / Pierre Miquel - court métrage -
- 1935 : Le Collier du grand duc de Robert Péguy - moyen métrage -
- 1936 : Le Coupable de Raymond Bernard : la femme de ménage
- 1936 : Toi, c'est moi de René Guissart
- 1937 : Sœurs d'armes de Léon Poirier
- 1939 : Notre-Dame de la Mouise de Robert Péguy : Zéphirine

### Années 1940
- 1940 : Brazza ou l'Épopée du Congo de Léon Poirier : "La Colombe"
- 1940 : Faut ce qu'il faut (Monsieur Bibi) de René Pujol
- 1941 : Ce n'est pas moi de Jacques de Baroncelli
- 1941 : Le Dernier des six de Georges Lacombe : Pâquerette
- 1941 : Montmartre-sur-Seine de Georges Lacombe : la marchande des quatre saisons
- 1942 : Fou d'amour de Paul Mesnier : la douairière
- 1942 : Le journal tombe à cinq heures de Georges Lacombe : la mère
- 1942 : Mariage d'amour d'Henri Decoin : l'habilleuse
- 1942 : Le Voile bleu de Jean Stelli : une commère
- 1943 : Adrien de Fernandel : la concierge
- 1943 : Au bonheur des dames d'André Cayatte : Mme Bédoré
- 1943 : L'Escalier sans fin de Georges Lacombe : Mme Dubois
- 1943 : Le Voyageur sans bagage de Jean Anouilh : une parente
- 1945 : Farandole de André Zwobada
- 1945 : Mission spéciale de Maurice de Canonge - Film tourné en deux époques - : une concierge
- 1945 : La Route du bagne de Léon Mathot
- 1945 : Seul dans la nuit de Christian Stengel : Odette, la domestique des Planquine
- 1945 : Un ami viendra ce soir de Raymond Leboursier
- 1946 : Le Pays sans étoiles de Georges Lacombe
- 1946 : Fils de France de Pierre Blondy : Mme Chatin
- 1946 : Antoine et Antoinette de Jacques Becker : la blanchisseuse
- 1946 : Le Charcutier de Machonville de Vicky Ivernel : Mme Ripolin
- 1946 : Martin Roumagnac de Georges Lacombe : Annette, la bonne de Blanche
- 1946 : La Nuit de Sybille de Jean-Paul Paulin : la paysanne
- 1946 : La Revanche de Roger la Honte d'André Cayatte
- 1947 : Miroir de Raymond Lamy : l'habilleuse
- 1947 : Les Amants du pont Saint-Jean d'Henri Decoin : Amélie
- 1948 : Les Condamnés de Georges Lacombe : Jeanne
- 1948 : Un juré bavard d'Henri Verneuil - court métrage -
- 1948 : Bal Cupidon de Marc-Gilbert Sauvajon : la cuisinière
- 1949 : Trente-troisième chambre d'Henri Verneuil - court métrage -
- 1949 : Lady Paname d'Henri Jeanson : la dame des toilettes
- 1949 : Mademoiselle de La Ferté de Roger Dallier : Maria

### Années 1950
- 1950 : Le Furet de Raymond Leboursier
- 1950 : Radio Cythère d'André Leroux - court métrage -
- 1950 : L'Amant de paille de Gilles Grangier : la concierge
- 1950 : Ma pomme de Marc-Gilbert Sauvajon : la concierge
- 1950 : Mon phoque et elles de Pierre Billon : la concierge
- 1950 : Passion de Georges Lampin : Mme Latour
- 1950 : Souvenirs perdus de Christian-Jaque : la logeuse, dans le sketch : "Une statuette d'Osiris"
- 1951 : Cœur-sur-Mer de Jacques Daniel-Norman
- 1951 : Casque d'Or de Jacques Becker : la mère Eugène
- 1951 : Identité judiciaire de Hervé Bromberger : la concierge
- 1951 : Tapage nocturne de Marc-Gilbert Sauvajon : la femme de ménage
- 1951 : Min van Oscar de Pierre Billon et Ake Ohlberg : la concierge
- 1952 : Poil de carotte de Paul Mesnier : Honorine
- 1952 : Moineaux de Paris de Maurice Cloche
- 1952 : Ouvert contre X de Richard Pottier : une femme
- 1953 : Leur dernière nuit de Georges Lacombe : la cuisinière de la pension
- 1953 : Le Petit Jacques de Robert Bibal : la concierge
- 1954 : Le Grand Jeu de Robert Siodmak : Gertrude
- 1954 : Nana de Christian-Jaque : Hortense
- 1954 : Sur le banc de Robert Vernay : la bonne du notaire
- 1955 : La Madelon de Jean Boyer
- 1955 : Toute la ville accuse de Claude Boissol : Marie, la bonne
- 1956 : L'Eau vive de François Villiers : Joséphine
- 1956 : Paris, Palace Hôtel d'Henri Verneuil : une cliente du réveillon surprise
- 1957 : Cargaison blanche de Georges Lacombe : la bonne
- 1958 : Maxime d'Henri Verneuil : l'habilleuse

## Doublage
- 1938 : L'Impossible Monsieur Bébé : Alice Swallow (Virginia Walker)
- 1939 : Sur la piste des Mohawks : Mme Weaver (Jessie Ralph)
- 1942 : Service secret : Violette (Nancy Price)
- 1952 : Chérie, je me sens rajeunir : Mme Rhinelander (Esther Dale)
- 1952 : Les Feux de la rampe : Mrs. Alsop (Marjorie Bennett)